# ديفيد ميتشيل (لاعب كريكت)
ديفيد ميتشيل (20 فبراير 1980 في المملكة المتحدة - )  (بالإنجليزية: David Mitchell)‏ هو لاعب كريكت بريطاني. لعب مع Devon County Cricket Club ‏.

## وصلات خارجية
- دايفيد ميتشيل على موقع إي آس بي آن كريك إنفو (الإنجليزية)